# The Cryosphere
The Cryosphere ist eine begutachtete wissenschaftliche Fachzeitschrift, die von Copernicus Publications herausgegeben wird. Sie publiziert unter Open Access und veröffentlicht Originäre Forschungsarbeiten und Reviews zu allen Themen, die mit gefrorenem Wasser auf der Erde oder auch außerhalb der Erde auf anderen Planeten zu tun haben. Unter anderem gehören Forschungsarbeiten an Eisdecken, Gletschern, Permafrost und Schneebedeckung von Seen, Flüssen und Meeren usw. zu den Schwerpunktthemen der Zeitschrift.
Der Impact Factor lag im Jahr 2016 bei 4,803, der fünfjährige Impact Factor bei 5,793. Damit lag die Zeitschrift beim zweijährigen Impact Factor auf Rang 3 von 49 wissenschaftlichen Zeitschriften in der Kategorie „physikalische Geographie“ und auf Rang 8 von 188 Zeitschriften in der Kategorie „multidisziplinäre Geowissenschaften“.